# Trobat (uva)
La Trobat es una variedad de uva tinta ancestral característica de las comarcas de Lérida y el Pirineo en España. En la actualidad su cultivo está en fuerte regresión y sólo sobrevive en algunas viñas dedicadas al autoconsumo y vinos locales aunque en los últimos años se ha plantado de forma experimental por parte de algunas bodegas.

## Historia
La mención trobat aparecía en los censos vitícolas de finales del siglo XIX en buena parte de la provincia de Lérida. Entre los años 2009 y 2014, fue ampliamente localizada en la zona de El Montsec y la comarca de La Noguera por el colectivo Cultures Trobades.
En julio de 2022 se anunció la presentación de las primeras elaboraciones no comerciales y se informó que la denominación de origen Costers del Segre ha iniciado el proceso para que esta variedad sea legalizada en tres años.
Se han sumado a este proyecto de recuperación financiado por el Departamento de Agricultura de la Generalidad de Cataluña y los Fondos FEADER, Raimat (Codorníu Raventós), la cooperativa L’Olivera de Vallbona de las Monjas y Cérvoles Celler y Mas Blanch i Jové de Pobla de Cérvoles.

## Características
Según Tomàs Cusiné, presidente de la DO Costers del Segre, es una variedad “bastante interesante vitícolamente hablando”, con buena adaptación al cambio climático.  
Considera que es una variedad especialmente interesante como varietal joven, y con corta crianza en barricas viejas o “continentes sin demasiadas interferencias de maquillaje” y la sitúa “dentro del concepto de vinos fragantes y poco estructurados”. 
Históricamente, con la trepat se ha hecho vino tinto a menudo acompañada otras variedades como el Pica-poll negro, Monastrell, Negral, Garnacha, Macabeo, Panzer y Malvasía. 